# Liste der Baudenkmale in Warnow (bei Grevesmühlen)
In der Liste der Baudenkmale in Warnow sind alle denkmalgeschützten Bauten der mecklenburgischen Gemeinde Warnow und ihrer Ortsteile aufgelistet.  Grundlage ist die Veröffentlichung der Denkmalliste des Kreises Nordwestmecklenburg mit dem Stand vom 16. September 2020.

## Baudenkmale nach Ortsteilen

### Bössow
| ID  | Lage          | Bezeichnung                     | Beschreibung | Bild           |
| --- | ------------- | ------------------------------- | --- | -------------- |
| 128 | (Karte)       | Kirche                          | Bau der Backsteingotik vom 14. Jahrhundert; Kirchenschiff und Westturm mit Walmdach; sehenswertes Altarfenstern von 1396. | Weitere Bilder |
| 127 | Dorfstraße    | Gedenkstein für 1870/71         | |                |
| 126 | Dorfstraße 17 | Hallenhaus und ein Pfostenstein | |                |

### Großenhof
| ID  | Lage                        | Bezeichnung         | Beschreibung | Bild |
| --- | --------------------------- | ------------------- | ------------ | ---- |
| 671 | Straße zur Jugendherberge 3 | Gutsanlage mit Park |              |      |

## Ehemalige Denkmale

### Bössow
| ID  | Lage       | Bezeichnung                          | Beschreibung | Bild |
| --- | ---------- | ------------------------------------ | ------------ | ---- |
| 125 | Dorfstraße | Bauernhof mit Hallenhaus und Scheune |              |      |

## Quelle
- Denkmalliste des Landkreises Nordwestmecklenburg (Stand: 9. November 2023; PDF, 1,2 MByte)